# Pavel Děcký
Pavel Děcký (* 16. února 1979 Čeladná), je tělesně handicapovaný sportovec (paraplegik). Jako junior se závodně věnoval motokrosu a běhu na lyžích. Na sportovní škole byl spolužák olympionika, skokana na lyžích, Jakuba Sucháčka.
V roce 1997 tři týdny po maturitě přišel těžký úraz při motokrosových závodech, po kterém zůstal upoután na invalidní vozík. Po roční rehabilitaci se vrátil opět ke sportu - tentokrát sportovní střelbě a handbike. Pavel Děcký v současné době žije ve Frenštátě pod Radhoštěm, pracuje ve společnosti REALTIME TECHNOLOGIES, s.r.o. (pobočka Frenštát p.R.) a věnuje se naplno handbiku a sledge běžkám.
Pavel Děcký byl oceněn jako Handicapovaný sportovec Moravskoslezského kraje roku 2017 a 2018.

## Dosažené úspěchy

### Handbike
2025
- 6. místo v silničním závodu Małopolska Handbike Cup - Polsko 2025 (MH3)[9]
- 6. místo v časovce Małopolska Handbike Cup - Polsko 2025 (MH3)[10]

2024
- vicemistr ČR v para cyklistice - časovka[11]
- 8. místo v časovce Mistrovství Polska v paracyklistice 2024[12]

2023
- 3. místo MČR časovka[13]
- 6. místo v časovce Mistrovství Polska v paracyklistice 2023[14]

2022
- 3. místo MČR silniční závod[15]
- 3. místo MČR časovka[16]
- 2. místo v Českém poháru handbike MH3[17]
- 6. místo v časovce a 8. místo v silničním závodě Evropský pohár handbike v Půchově

2021
- 3. místo MČR silniční handbike[18]

- 10. místo v časovce ME silniční handbike[19][20]

2019
- 2. místo ČP Handbike 2019[21]
- vicemistr ČR silniční handbike

2018
- vítěz ČP MTB handbike 2018
- mistr ČR MTB cross country handbike[22]
- mistr ČR MTB maraton[23]

2017
- vítěz ČP MTB handicup 2017
- mistr ČR MTB cross country handbike[24]
- mistr ČR v handbike MTB

2016
- vítěz ČP MTB handicup 2016
- vicemistr ČR v handbike MTB

2015
- mistr ČR v handbike MTB[25]
- vítěz ČP handbike MTB

2014
- 1. místo Beroun ČP handbike MTB
- 1. místo Ostrava ČP handbike MTB

2008
- 2. místo MČR
- Vítěz Českého poháru

2007
- 3. místo na MČR
- 2. místo ČP

2006
- 3. místo MČR

### Sledge běžky
2018
- ČEZ Jizerská 50 - čas 6:17:38[26]

### Sportovní střelba
2014
- mistr ČR libovolná pistole Plzeň
- mistr ČR vzduchová pistole 60 ran

2013
- mistr ČR v libovolné pistoli
- vítěz Českého poháru v libovolné pistoli
- reprezentant ČR

2012
- 4× mistr ČR
- vítěz Českého poháru

1999-2004
- mistr ČR
- vícenásobný vítěz Českého poháru